# LI Festival Internacional de la Cultura de Boyacá 2024
La 51.ª edición del Festival Internacional de la Cultura de Boyacá, que en esta versión se denomina Festival Internacional de la Cultura Campesina, celebrada en la ciudad colombiana de Tunja, tuvo lugar entre el 1° al 17 de noviembre de 2024. Esta edición esta dedicada como un tributo al campo, a los hombres y mujeres campesinas que con esfuerzo preparan la tierra, siembran y cosechan futuro; rendir homenaje y exaltar las melodías, las danzas que celebran la generosidad de la tierra, las narraciones y las expresiones vivas, una invitación a reconocer que el campo es el lugar donde todo nace. El evento expondrá las artes en toda su magnitud e invita a reflexionar sobre las dimensiones del territorio a través de las líneas artísticas reuniendo los representantes de la literatura, cinematografía, muralismo, música, narración oral y cuentería, artesanía, artes plásticas y visuales, danza, comparsas y teatro, con más de quinientos cultores del departamento, al igual que artistas de diversos países del mundo y con exponentes de diferentes regiones del país los cuales se presentaran tanto en la ciudad de Tunja como en varios puntos de la geografía departamental. En esta edición del festival no habrá país o ciudad invitada de honor.
El lanzamiento del festival se llevó a cabo el 2 de octubre, día de la Boyacensidad, en el Teatro Jorge Eliecer Gaitán de Bogotá, con la presentación de la Banda Sinfónica Nacional de Colombia dirigida por el maestro Cristian Camilo Malagón, la agrupación Explosión Carranguera, el Ganador del Grammy Latino Freddy Pérez y la cantante Adriana Lucía, además como antesala se realizó un festival itinerante de música y danzas a lo largo de la carrera séptima y varios centros comerciales de la capital del país, y un mercado campesino en la Plaza de Bolívar de Bogotá; al lanzamiento contó con la presencia especial de la Señorita Colombia 2022  Sofía Osío Luna y las candidatas de la edición 2024 del Concurso Nacional de Belleza, el cual realizaron una gira por distintos sitios turísticos del departamento del 3 al 5 de octubre como promoción al festival y uniéndose a la celebración de los 90 años del certamen de belleza. 
El evento está organizado por:
Carlos Andrés Amaya (Gobernador de Boyacá)
Daniela Assis Fierro (Gestora Social del Departamento)
Sandra Mireya Becerra Quiroz (Secretaria de Cultura y Patrimonio de Boyacá)
Ricardo Rojas Sáchica (Gerente del Festival)
Jorge Enrique Pinzón (Gerente Fondo Mixto de Cultura de Boyacá)
y los coordinadores en cada una de las áreas del festival. 

## Artistas Destacados
| País participante    | Arte   | Artista-Evento            |
| -------------------- | ------ | ------------------------- |
| Colombia             | Música | Coro Nacional de Colombia |
| Colombia             | Música | Cholo Valderrama          |
| Colombia             | Música | María Mulata              |
| Colombia             | Música | Carranga Kids             |
| Colombia             | Música | Banda MF                  |
| Colombia             | Música | Adriana Lucía             |
| Colombia             | Música | Pipe Peláez               |
| Colombia             | Música | Rafa Pérez                |
| Colombia             | Música | Jean Carlos Centeno       |
| Colombia             | Música | Fonseca                   |
| Colombia             | Música | Pescao Vivo               |
| Colombia             | Música | Luis Alfonso              |
| Colombia             | Música | Guayacán Orquesta         |
| Colombia             | Música | Heredero                  |
| Argentina            | Música | Pablo Martínez            |
| Puerto Rico          | Música | Funky                     |
| Puerto Rico          | Música | Kany García               |
| Puerto Rico          | Música | Jerry Rivera              |
| Estados Unidos       | Música | Bacilos                   |
| Estados Unidos       | Música | Christine D'Clario        |
| República Dominicana | Música | Hairo Worship             |